# The Rockafeller Skank
The Rockafeller Skank è un singolo del DJ britannico Fatboy Slim, pubblicato l'8 giugno 1998 come primo estratto dal secondo album in studio You've Come a Long Way, Baby.

## Descrizione
La canzone è composta principalmente dalla ripetizione della frase «Right about now, the funk soul brother. Check it out now, the funk soul brother», tratta da un campionamento vocale del rapper Lord Finesse del gruppo D.I.T.C.
La base musicale è realizzata con campionamenti del brano Sliced Tomatoes dei Just Brothers (popolare pezzo soul) uniti a campionamenti di Beat Girl dei John Barry and his Orchestra. La canzone è indubbiamente la più nota tra quelle contenute nell'album.

## Video musicale
Il video, diretto da Doug Aitken, ebbe numerosi passaggi sulle televisioni musicali nonostante la lunghezza del brano, circa il doppio di un normale singolo.

## Tracce
CD Singolo (Regno Unito)
1. The Rockafeller Skank (Radio Edit) – 4:00
2. The Rockafeller Skank (Full Version) – 6:53

CD Maxi (Europa)
1. The Rockafeller Skank (Short Edit) – 4:01
2. The Rockafeller Skank – 6:55
3. Always Read The Label – 5:52
4. Tweakers Delight – 3:06

CD Maxi (Stati Uniti)
1. The Rockafeller Skank (Edit 1) – 4:00
2. The Rockafeller Skank (Edit 2) – 3:27
3. The Rockafeller Skank (Edit 3) – 3:59
4. The Rockafeller Skank – 6:53
5. The Rockafeller Skank (Callout Hook) – 0:15

## Successo commerciale
Nonostante la grande fama e diffusione nel periodo di massimo successo, The Rockafeller Skank ottenne solo una 76ª posizione nella Billboard Hot 100 statunitense, una 39ª posizione nella classifica Alternative Airplay, oltre a un 32º posto in Australia. Andò meglio in Europa, conquistando il 6º posto tra i singoli nel Regno Unito.

## Classifiche

### Classifiche settimanali
| Classifica (1998-00) | Posizione massima |
| -------------------- | ----------------- |
| Australia            | 32                |
| Austria              | 23                |
| Belgio (Fiandre)     | 55                |
| Francia              | 69                |
| Germania             | 28                |
| Irlanda              | 15                |
| Norvegia             | 20                |
| Nuova Zelanda        | 14                |
| Paesi Bassi          | 45                |
| Regno Unito          | 6                 |
| Stati Uniti          | 76                |
| Svezia               | 16                |
| Svizzera             | 24                |

### Classifiche di fine anno
| Classifica (1998) | Posizione |
| ----------------- | --------- |
| Svezia            | 99        |